# Witold Karczewski

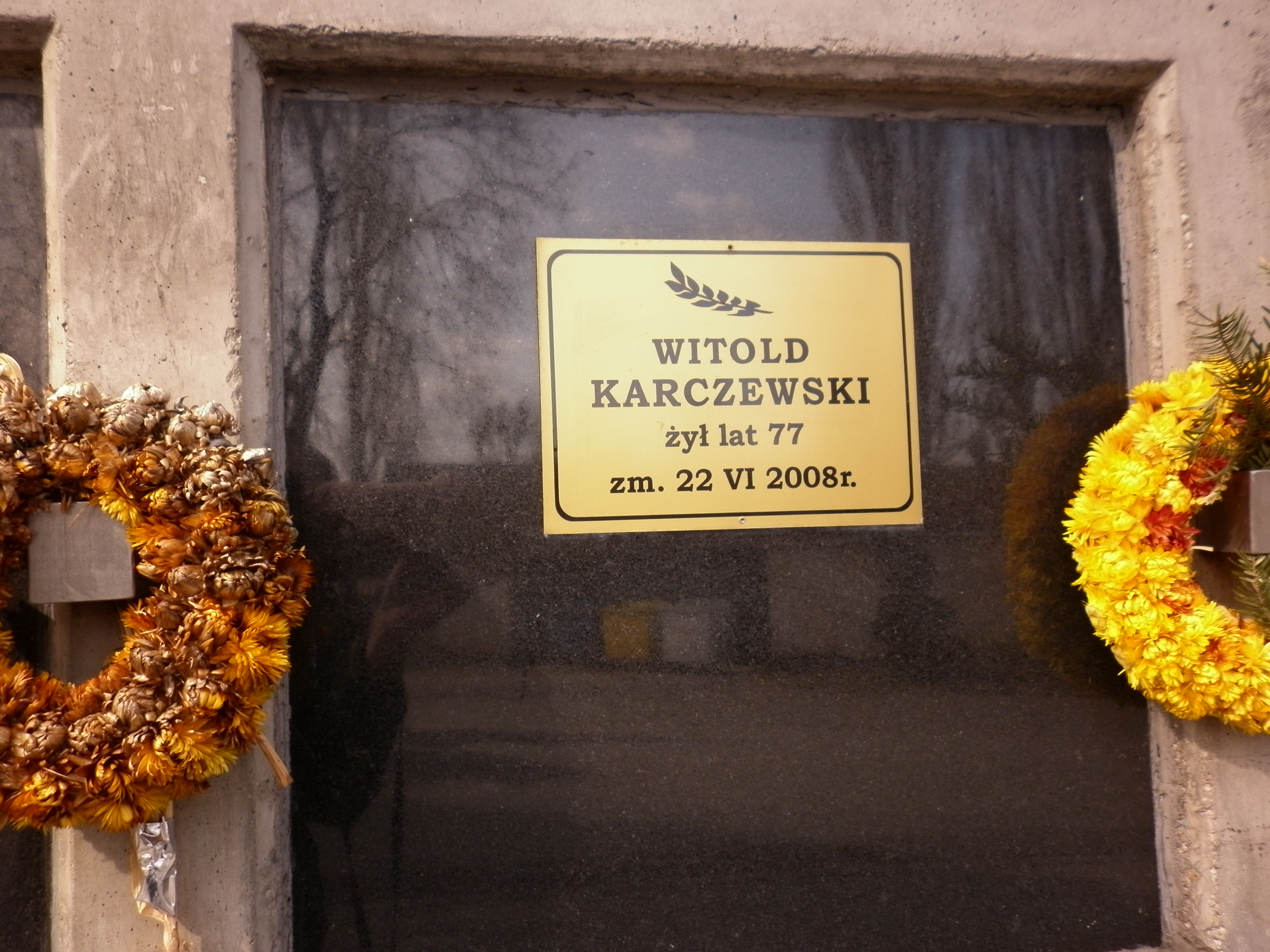
Kolumbarium Witolda Karczewskiego

Witold Andrzej Karczewski (ur. 30 sierpnia 1930 we Lwowie, zm. 22 czerwca 2008 w Warszawie) – polski lekarz neurofizjolog, profesor nauk medycznych, przewodniczący Komitetu Badań Naukowych (1991–1995).

## Życiorys
Ukończył studia w Akademii Medycznej w Warszawie. Obronił następnie doktorat i habilitację. W 1971 otrzymał tytuł naukowy profesora, objął stanowisko profesora nadzwyczajnego, a w 1979 został profesorem zwyczajnym.
Przez wiele lat pełnił funkcję kierownika Zakładu Neurofizjologii. Zajmował także stanowisko zastępcy dyrektora w Centrum Medycyny Doświadczalnej i Klinicznej Polskiej Akademii Nauk. W PAN wchodził też w skład Komitetu Etyki w Nauce Polskiej.
W latach 1953–1981 należał do Polskiej Zjednoczonej Partii Robotniczej, później pozostał bezpartyjny. W latach 80. wspierał opozycję demokratyczną, działał w niejawnym Społecznym Komitecie Nauki. W 1980 znalazł się wśród założycieli Towarzystwa Popierania i Krzewienia Nauk, przez rok był jego wiceprezesem, a po ponownym rozpoczęciu działalności w 1989 przez trzy lata prezesem. Był członkiem Polskiej Akademii Umiejętności. Po 1990 był też ekspertem Światowej Organizacji Zdrowia, przewodniczącym rady Polskiej Fundacji Upowszechniania Nauki, członkiem różnych zespołów doradczych w Ministerstwie Nauki i Szkolnictwa Wyższego.
Od 1991 do 1995 sprawował urząd przewodniczącego Komitetu Badań Naukowych, wchodził w skład rządu Hanny Suchockiej i Waldemara Pawlaka.
Został pochowany na Cmentarzu Komunalnym na Powązkach (kwatera AIII kolumbarium-6–34).

## Odznaczenia
Odznaczony m.in. Krzyżem Kawalerskim oraz Krzyżem Komandorskim Orderu Odrodzenia Polski.